# 플레이트 (쇠고기)

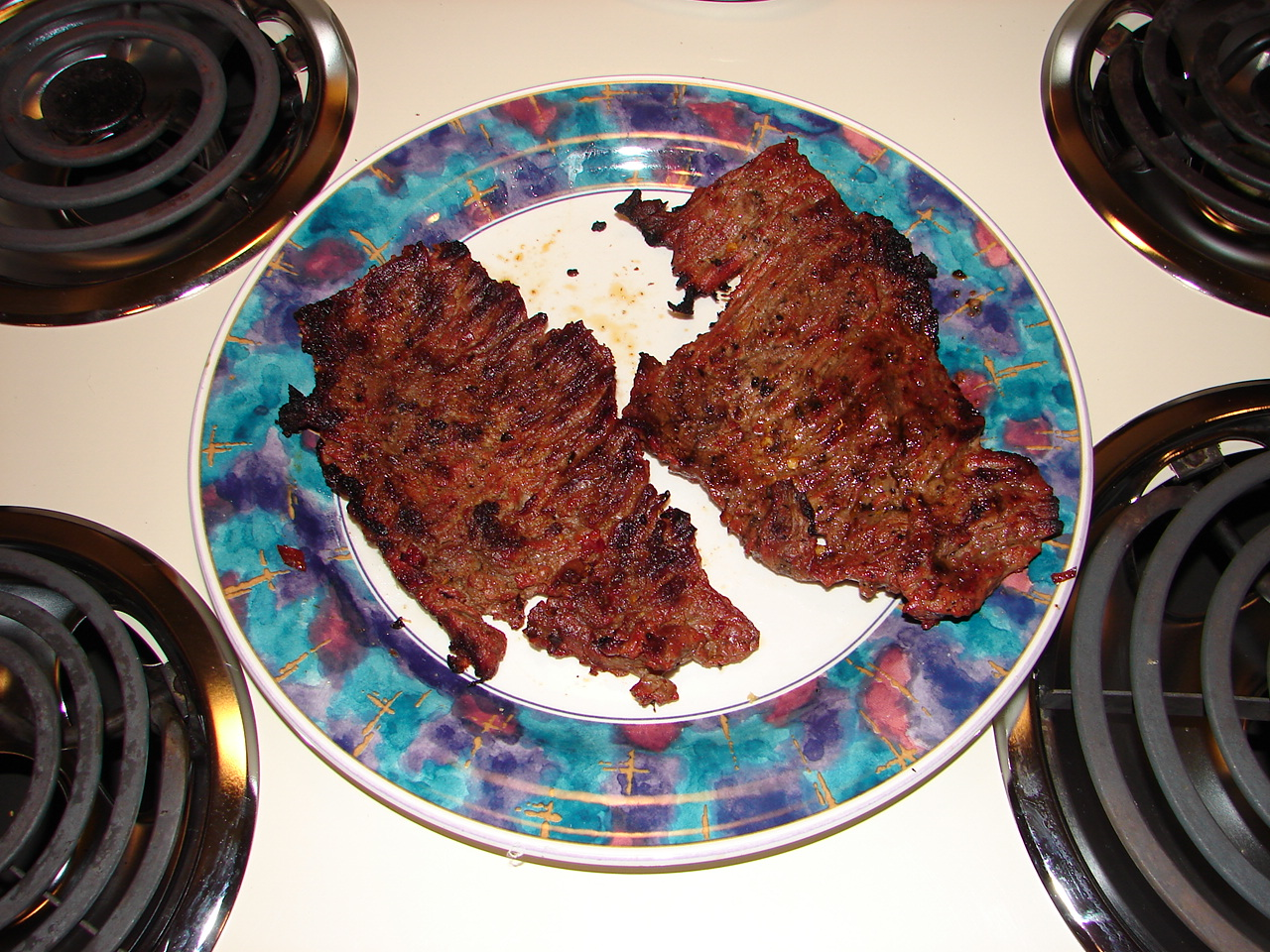
스커트 (쇠고기) Arrachera, 연육 및 재워 구운 인기 있는 멕시코 요리

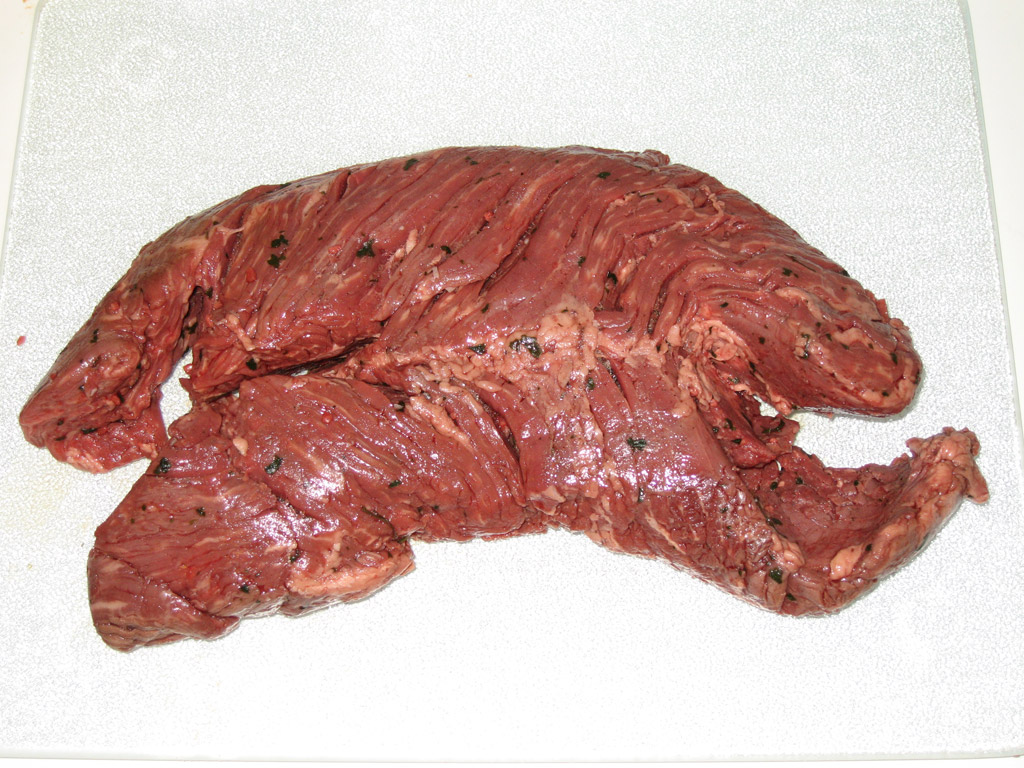
근육의 결 방향과 질긴 가운데 막을 보여주는 양념한 생 행어 스테이크

플레이트(Plate) 또는 쇼트 플레이트(short plate)는 소의 앞다리 부위 중 하나로, 갈비 바로 아래 복부 부위에서 나온다. 일반적으로 저렴하고 질기며 지방이 많은 고기이다. 영국 정육에서는 이 부위를 브리스킷의 일부로 간주한다.
갈비와 두 종류의 스테이크인 스커트와 행어에 사용된다. 또한 염지, 훈제하여 얇게 썰어 쇠고기 베이컨을 만들 수도 있다.
쇠고기 배꼽(beef navel)은 플레이트의 배쪽 부위이며, 흔히 파스트라미를 만드는 데 사용된다.
나머지는 주로 다짐육에 사용된다.